# Giedrė Balčytytė
Giedrė Balčytytė (* 1975) ist eine litauische Beamtin und Politikerin, seit November 2024 Mitglied des Seimas. Vom Dezember 2020 bis November 2024 war šie litauische Regierungskanzlerin an der Regierung Litauens (für Kabinett Šimonytė).

## Leben
Von 2008 bis 2009 war sie Beamtin an der Regierungskanzlei Litauens. Sie arbeitete für die in Washington ansässige Weltbank, eine Abteilung für  nordische und baltische Länder. Von 2005 bis 2008 war sie PR-Beamtin und von 2009 bis 2011 Beraterin der Ministerin Ingrida Šimonytė am Finanzministerium Litauens. Von 2017 bis 2018 arbeitete sie als Expertin für Entwicklung und Zusammenarbeit im Außenministerium Litauens. Zuletzt arbeitete sie als Global Consulting Strategy Managerin für das Rechts-, Beratungs- und Projektmanagementunternehmen Norway Registers Development (Norwegen). Von Dezember 2020 bis November 2024 war sie Regierungskanzlerin unter Leitung der Premierministerin Ingrida Šimonytė. Seit November 2024 ist sie Mitglied im 14. Seimas. 